# Cotesia saltator
Cotesia saltator är en stekelart som först beskrevs av Carl Peter Thunberg 1822.  Cotesia saltator ingår i släktet Cotesia och familjen bracksteklar. Arten är reproducerande i Sverige. Inga underarter finns listade i Catalogue of Life.